# Helena Mattsson
Helena Mattsson (Stockholm, 1984. március 30. – ) svéd színésznő.

## Élete, pályafutása

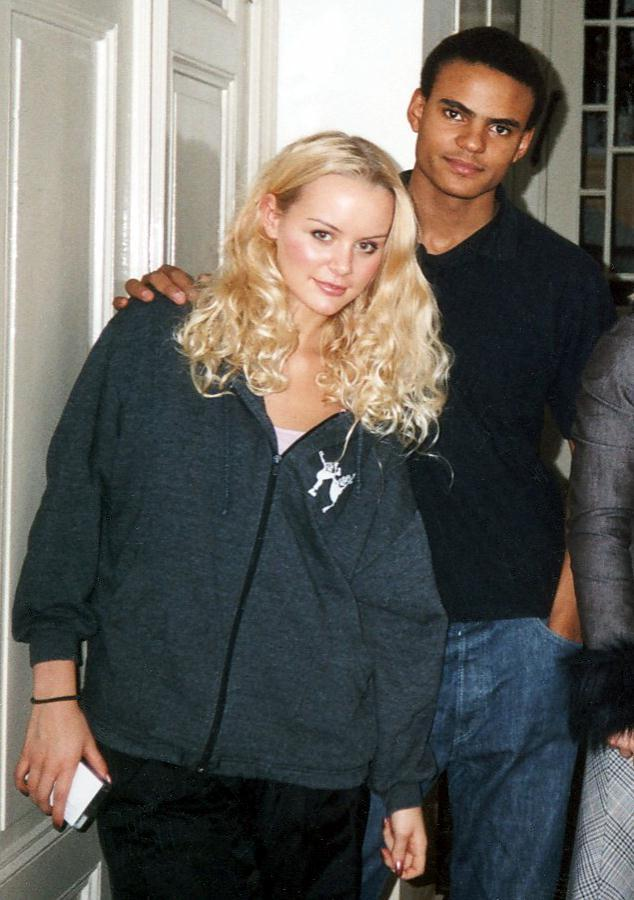
Mohombival 2002-ben a Wild Side Story című műsor próbája után

Mattsson Stockholmban, Svédországban született és nőtt fel, karrierje elején szerepet kapott a Wild Side Story-ban és más kabarékban. Fiatalon Londonba, Angliába költözött, hogy drámaiskolába járjon. 19 éves korában az egyesült államokbeli Hollywoodba költözött, és azóta is ott él.
2004-ben Ohioban megkapta első rövid életű tévésorozatszerepét. 2007-ben A lény 4. főszereplője volt. 2006-ban feltűnt a skót Primal Scream Country Girl című dalukhoz készült videoklipjében is. Szerepet kapott a Hasonmás című filmben. Később Irinát alakította a Született feleségek című sorozat négy epizódjában. Cassandra Ovecskinként tűnt fel 3 epizódban a Nikita című filmben. Ő játszotta Alexis Blume-t a Park sugárút 666 című sorozatban.

## Filmográfia (válogatás)
- 2007: A lény 4.
- 2009: Hasonmás
- 2010: Üstökös a Mumin-völgy fölött (finn animációs film)
- 2010: Vasember 2.
- 2011: Csajok, puskák és a Király
- 2011–2012: Nikita (amerikai televíziós sorozat)
- 2012: A hét pszichopata és a si-cu
- 2012: Papás-babás (The Babymakers)
- 2012: Park sugárút 666 (amerikai drámasorozat)
- 2015: Win, Lose or Love (amerikai tévéfilm)
- 2016: Küldetése: Igazságosztó
- 2018: A férjem titkos felesége
- 2018: Gyilkos anyák társasága
- 2018: Hervé vacsorára
- 2018: Veszélyes szomszédok
- 2021: Paper Empire (amerikai krimisorozat)
- 2021: Something About Her